# Кларе, Жан
Жан Кларе́ (фр. Jean Claret; 1 мая 1836 года, Шамбери — 25 декабря 1907 года, Клермон-Ферран) — французский инженер и предприниматель, создатель первой в стране линии электрического трамвая в Клермон-Ферране и многочисленных других трамвайных и железнодорожных систем, а также объектов гражданского и военного строительства.

## Биография
Жан Кларе начинал свою трудовую деятельность как строитель гражданских и военных объектов: оборонительных сооружений в пригородах Лиона и систем плотин и шлюзов на реках Роне, Соне и Луаре.
27 января 1888 года Кларе получил от мэрии Клермон-Феррана концессию на строительство первой во Франции линии электрического трамвая, которая была благополучно запущена 7 января 1890 года мэром Амеде Гаске. Первая линия трамвая имела длину 4,5 километра и шла между кварталами Монферран и Жод, через 4 месяца она была продлена до Руая. К 1892 году клермон-ферранским трамваем было перевезено 2,5 миллиона пассажиров. В дальнейшем Кларе были построены также трамвайные и железнодорожные системы в других городах Франции: Париже, Гренобле, Ла Бурбуле.
Жан Кларе был генеральным концессионером Всемирной, международной и колониальной выставки в Лионе 1894 года. К выставке им были построены не только павильоны, но также проложены три линии трамвая от центра города, использовавшего инновационную на тот момент схему подачи электричества снизу, при которой напряжение перемещалось вместе с движущимся трамваем, что предотвращало несчастные случаи.
Жаном Кларе было получено несколько патентов в области электрического транспорта.

## Реализованные проекты

### Гражданское строительство
В пригородах Лиона:
- Система шлюзов в Мюлатьере (1876)
- Форт в Броне (1877)
- Крепостная стена Круа-Люизе — Жерлан (1884—1887)
- Павильоны Всемирной, международной и колониальной выставки в парке «Тет д’Ор» (1894)

В других местах:
- Каркас церкви в Вуароне, департамент Изер — выпускная работа
- Плотина на Дордоне в Ла Бурбуль[фр.] (1895), благодаря которой город стал одним из первых во Франции, получивших электрическое освещение

### Трамвайные и железнодорожные системы
Жаном Кларе построены трамвайные и железнодорожные линии во многих городах:
- Трамвай в Клермон-Ферране (1890)
- Трамвай на Лионской выставке (1894)
- Трамвай Роменвилль[фр.] — Репюблик, Париж (Париж, 1896)[5]
- Трамвай Гренобль — Шапареян (1899)
- Трамвай Анген — Трините, Париж (1900)
- Фуникулёр Ла Бурбуль[фр.] — гора Шарлан (1902)
- Трамвай в Ла Бурбуле (1904)
- Железная дорога Клермон-Ферран — вершина горы Дом (1907)

## Награды
- Кавалер ордена Почётного легиона (10 июля 1885)[1]
- Офицер ордена Почётного легиона (7 мая 1895)[1]